# Мати Апостолів
Мати Апостолів (англ. Mother of Apostles) — українська військова драма режисера Зази Буадзе. Сценаристи Ратха Макеєнкова та Заза Буадзе; продюсер Дмитро Овечкін. Прем'єра в Україні відбулася 3 грудня 2020 року.
Проєкт фільму став одним із переможців 1-го конкурсного відбору Міністерства культури та інформаційної політики і створений за державної підтримки. Загалом кошторис фільму склав ₴21 млн, з них 100 % надало Мінкультури.
Фільм створено за сприяння Міністерства оборони України, Генерального штабу ЗСУ, Командування Повітряних сил ЗСУ, Командування Десантно-штурмових військ Збройних Сил України, 95-ї бригади ДШБ ЗСУ, 101 ОБрО ГШ ЗСУ імені генерал-полковника Геннадія Воробйова, Авіаційних частин Василькова та Борисполя, "Громадської організації "Товариство сприяння збройним силам України та військово-морського флоту "Цивільний корпус «Азов», Полку патрульної поліції особового призначення ППС ПОП «Миротворець» ГУ МП в Київській області.
Фільм знятий за реальними подіями, які відбувалися на сході України у 2014—2015 роках, де ще й дотепер продовжуються бойові дії. Трагізм війни показано через історію однієї людини — МАТЕРІ. Перед очима глядача постає повна картина трагедії, яку несе війна. Процвітаючий раніше край, перетворився на руїни не тільки міст і сіл, а що значно гірше — на руїни тіла і душі. І це все пронизує пекучим болем і жалісним співом безмірної любові матері, яка у цьому пеклі війни біжить на порятунок свого сина.
Перший міжнародний показ фільму відбувся в рамках European Film Market кінофестивалю Berlinale в Берліні в лютому 2020 року, після якого отримав багато схвальних відгуків міжнародних продюсерів.
Стрічка вже отримала 66 міжнародних та всеукраїнських нагород (станом на 28 серпня 2022). Участь у міжнародних кінофестивалях ще триває.
З початком повномасштабних бойових дій було розпочато Всесвітній благодійний тур фільму для допомоги Україні за сприяння Посольств України, за участі українських громад, за підтримки Благодійного Фонду HelpUkraine (Литва).

## Зміст
У часи війни, коли Велика Мати Україна втрачає найдорожче — життя своїх дітей — картина «Мати Апостолів» стала фільмом-зверненням до кожної Матері українського воїна і до Архетипу Матері взагалі.
В пошуках сина-льотчика, чий літак було збито над окупованою територією, мати потрапляє в абсолютно чужий і агресивний світ, де все пронизано ненавистю та стражданням. У цьому пеклі вона не тільки шукає сина, але, маючи в серці велику любов і милосердний характер, змінює всіх, кого зустрічає на своєму шляху. І найголовніше, вона змінює себе, знаходячи воістину сакральну силу! Її відчай і біль перероджуються в вічний материнський дух землі, який повертає синів додому, живих чи мертвих.

## Знімальна група
| Режисер-постановник  | Заза Буадзе        |
| Сценарій             | Ратха Макеєнкова   |
|                      | Заза Буадзе        |
| Оператор-постановник | Олександр Земляний |
| Художник-постановник | Інга Житня         |
| Режисер монтажу      | Олексій Шамін      |
| Композитори          | Роман Григорів     |
|                      | Ілля Разумейко     |
| Художник з костюмів  | Марія Керо         |
| Художник з гриму     | Ольга Ахтарнія     |
| Кастинг-директор     | Алла Самойленко    |
| Звукорежисер         | Фарід Мбайдін      |
| Дизайн та графіка    | Віктор Романюк     |
| Директор картини     | Світлана Яцинич    |
| Продюсер             | Дмитро Овечкін     |

| Другий режисер                 | Валерій Крижановський            |
| Заступник директора            | Костянтин Костюк                 |
| Ас. художника по декораціям    | Євгеній Каратнюк                 |
| Асистент режисера по акторах   | Тетяна Бондар                    |
| Адміністратор                  | Андрій Сичов                     |
| Локейшн-менеджер               | Юлія Дегнера                     |
| Асистент локейшн-менеджера     | Катерина Обоянська               |
| Звукорежисер                   | Богдан Губський                  |
| Бум оператор                   | Олексій Шевченко                 |
| Плейбек                        | Олексій Шамін                    |
| Фокуспулер                     | Іван Сахно                       |
| Асистент режисера з реквізиту  | Артем Боженок                    |
| Реквізитор                     | Катерина Стасенко                |
| Механіки камери                | Андрій Талавіря                  |
|                                | Роман Левчук                     |
| Гафер                          | Євген Кособуцький                |
| Кей-грип                       | Михайлюк Віталій                 |
| Освітлювачі                    | Кузьменко Віктор                 |
|                                | Савчук Сергій                    |
|                                | Шевцов Сергій                    |
|                                | Шульга Руслан                    |
| Дольщики                       | Андрій Мохов                     |
|                                | Голяк Максим                     |
|                                |                                  |
| Помічник режисера (Хлопушка)   | Олена Овчаренко                  |
| Асистент художника гримера     | Олеся Чорна                      |
| Гример                         | Світлана Рачков                  |
| Асистент художника по костюмах | Ірина Старинко                   |
| Костюмер                       | Олеся Дячук                      |
| Постановники                   | Євгеній Ляшенко                  |
|                                | Андрій Андрешков                 |
| Асистент по акторах            | Юлія Блощук                      |
| Асистент режисера по АМС       | Ольга Мороз                      |
| Хелпер                         | Андрій Костюченко                |
| Робітник на майданчику         | Яніна Дубець                     |
|                                |                                  |
| Режисер монтажу                | Олексій Шамін                    |
| Кольорокорекція                | Олексій Заволокін                |
| Графіка та спец ефекти         | Віктор Романюк                   |
| Звукорежисер                   | Фарід Мбайдін,Володимир Третяков |
| Монтаж діалогів                | Альона Смикова                   |
| Звуковий дизайн                | Євген Приказчиков                |
| Звукорежисер перезапису        | Фарід Мбайдін                    |
| Саундпродюсер                  | Володимир Третьяков              |
| Звукорежисери запису           |                                  |
| та зведення музики             | Аркадій Віхорєв                  |
|                                | Володимир Миндюк                 |
|                                | Крісті Йорга                     |
| Музиканти-солісти              | Жанна Марчинська (віолончель)    |
|                                | Ігор Завгородній (скрипка, альт) |
|                                | Роман Григорів                   |
|                                | (диригування, контрабас, гітара) |
|                                | Ілля Разумейко                   |
|                                | (препарований рояль, гітара)     |
|                                | Христина Шушак (скрипка)         |
|                                | Асмір Якупович (віолончель)      |

### Технічне та транспортне забезпечення, послуги
| Спецтранспорт                  | ФОП Дубровський Олександр Львович   |
|                                | ФОП Третяк Євгеній Володимирович    |
|                                | ФОП Заверюха В'ячеслав Сергійович   |
|                                | ФОП Харитонов Олексій Дмитрович     |
| Транспорт                      | ФОП Апостолова Алла Анатоліївна     |
|                                | ФОП Заверюха В'ячеслав Сергійович   |
| Знімальне обладнання           | ФОП Крапівіна Наталя Сергіівна      |
|                                | ФОП Крапівін Анатолій Сергійович    |
|                                | ФОП Заверюха В'ячеслав Сергійович   |
|                                | ФОП Бібік Георгій Володимирович     |
| Освітлювальна апаратура        | ФОП Заверюха В'ячеслав Сергійович   |
|                                | ФОП Бібік Георгій Володимирович     |
| Допоміжна техніка              | ФОП Бібік Георгій Володимирович     |
| Декораційне оформлення         | ФОП Житня Інга Вікторівна           |
| Костюми                        | ФОП Черниш Марія Євгенівна          |
| Трюкові сцени                  | ФОП Стоянов Максим Вікторович       |
| Операторський кран «Каскад'10» | ФОП Сопичев Олександр Володимирович |
| Піротехнічні ефекти            | ТОВ «Піро-Шоу»                      |
| Звукозаписувальна апаратура    | ФОП Скрипка Дмитро Валентинович     |
| Бухгалтерське супроводження    | ФОП Василевич Людмила               |

## Актори
| Мати Софія Павлівна Кулик | Наталія Половинка     |
| Федір                     | Богдан Бенюк          |
| Койот                     | Олександр Пожарський  |
| Малахін                   | Станіслав Щокін       |
| Семен                     | Сергій Дерев'янко     |
| Марк                      | Олег Шульга           |
| Соня                      | Світлана Осипенко     |
| Ілля                      | Сергій Медін          |
| Варка                     | Ірина Тамім           |
| Володимир                 | Олександр Божко       |
| Дмитро Шеін               | Максим Панченко       |
| Коля                      | Юрій Кулініч          |
| Сергій Зубко              | Ігор Марусяк          |
| Олексій Сайко             | Дмитро Зіневич        |
| Михайло                   | Максим Зіневич        |
| Ведуча                    | Наталя Єфремова       |
| Провідниця                | Наталя Любива         |
| Наталя                    | Валентина Ричагова    |
| Журналістка               | Роксолана Кравчук     |
| Ярослав                   | Олег Воронько         |
| Поплавок                  | Сергій Чернов         |
| Віталій                   | Олексій Маслов        |
| Бойовик 1                 | Андрій Лагода         |
| Степанович                | Олег Прокоп'юк        |
| Бойовик 3                 | Олексій Донченко      |
| Хлопець в хакі            | Єгор Снігир           |
| Вояка                     | Андрій Бей            |
| Торговка                  | Євгенія Сивокозова    |
| Ополченець 1              | Петро Орішко          |
| Водій автобусу            | Віктор Ліщинський     |
| Пасажирка 1               | Тетяна Косянчук       |
| Василь Нуженко            | Костянтин Ширяєв      |
| Сашко                     | Владислав Демиденко   |
| Хворий 1                  | Роман Валевич         |
| Лікар                     | Борис Книженко        |
| Хворий                    | Олексій Калашник      |
| Пасажирка 2               | Ганна Ляшук           |
| Мати 1                    | Наталія Адамович      |
| Мати 2                    | Інна Кривенко         |
| Дружина Олексія           | Анастасія Боринець    |
| Дружина Євгена            | Аліна Пономаренко     |
| Дружина Сергія            | Марина Трушина        |
| Дружина Василя            | Юлія Шевченко         |
| Терикон                   | Сергій Нем'ятий       |
| Муха                      | Сергій Тодоров        |
| Толян                     | Павло Корогод         |
| Журналістка ДНР           | Катерина Городнича    |
| Бородач                   | Костянтин Шараєвський |
| 2-й Пілот                 | Сергій Пономаренко    |
| Каскадери                 | Владислав Бараник     |
|                           | Максим Вершина        |
|                           | Костянтин Стоянов     |
|                           | Артур Гладун          |
|                           | Андрій Смальцюга      |
|                           | Роман Смірнов         |
|                           | Антон Момот           |
|                           | Олександр Дерев'янко  |
|                           | Олександр Мандзя      |

## Нагороди
| Список нагород та номінацій                                                | Список нагород та номінацій | Список нагород та номінацій | Список нагород та номінацій | Список нагород та номінацій                                                  |
| Кінопремія                                                                 | Дата церемонії              | Категорія | Результат                   | Джерело                                                                      |
| -------------------------------------------------------------------------- | --------------------------- | --- | --------------------------- | ---------------------------------------------------------------------------- |
| ІІІ Міжнародний Кінофестиваль «Буковина» (Україна)                         | 2020                        | «Найкращий національний художній фільм», «Найкращий актор» (Олександр Пожарський) | Нагорода                    | [ 1 ] [ 2 ] [ 3 ]                                                            |
| 10th International Filmmaker Festival of New York (США)                    | 2021                        | «Найкращий фільм», «Найкраща актриса» (Наталка Половинка), «Найкращий сценарій» | Нагорода                    | [ 4 ] [ 5 ] [ 6 ] [ 7 ]                                                      |
| 7th Nevada Women's Film Festival (США)                                     | 2021                        | «Найкращий фільм» | Нагорода                    | [ 8 ] [ 9 ] [ 10 ] [ 11 ]                                                    |
| 11th Social World Film Festival (Італія)                                   | 2021                        | «Спеціальна відзнака професійного журі», «Найкращий саундтрек» | Нагорода                    | [ 12 ] [ 13 ] [ 14 ] [ 15 ] [ 16 ] [ 17 ]                                    |
| Всеукраїнська премія у галузі культури і мистецтв (Україна)                | 2021                        | «Найкращий фільм України», «Найкращий режисер», «Найкращий продюсер» | Нагорода                    | [ 1 ] [ 18 ] [ 19 ] [ 20 ] [ 21 ]                                            |
| 10-й МКФ «Кіно і ТИ» (Україна)                                             | 2021                        | «Краща жіноча роль» (Наталка Половинка) | Нагорода                    | [ 22 ]                                                                       |
| Berlin Film Week (Німеччина)                                               | 2021                        | Semi-Finalist | Нагорода                    | [ 23 ]                                                                       |
| 6th Calella Film Festival (Іспанія)                                        | 2021                        | «Найкращий фільм», «Найкращий режисер» | Нагорода                    | [ 24 ] [ 25 ] [ 26 ] [ 27 ]                                                  |
| Ontario International Film Festival (Canada)                               | 2021                        | «Найкращий режисер», «Найкращий оператор», «Найкраща актриса» (Наталка Половинка), «Найкращий актор підтримки» (Богдан Бенюк) | Нагорода                    | [ 28 ] [ 29 ] [ 30 ] [ 31 ]                                                  |
| New York Film Week (США)                                                   | 2021                        | «Найкраща актриса» | Нагорода                    | [ 30 ] [ 32 ] [ 33 ]                                                         |
| EFM кінофестивалю Berlinale (Німеччина)                                    | 2020                        | Спеціальний показ |                             | [ 34 ] [ 35 ]                                                                |
| 24th Religion Today Film Festival (Італія)                                 | 2021                        | «Найкращий фільм» | Номінація                   | [ 36 ]                                                                       |
| 13th PriFest — Prishtina International Film Festival (Косово)              | 2021                        | «Найкращий фільм» | Номінація                   | [ 37 ]                                                                       |
| 18 KYIV INTERNATIONAL FILM FESTIVAL (Україна)                              | 2021                        | «Золотий кадр» | Нагорода                    | [ 38 ] [ 39 ]                                                                |
| 17th Terni Film Festival (Італія)                                          | 2021                        | «ГРАН-ПРІ» «Нагорода екуменічного жюрі Ватикану» «Найкраща акторка» — Наталія Половинка «Найкращий саундтрек» — Роман Григорів та Ілля Разумейко | Нагорода                    | [ 40 ] [ 41 ] [ 42 ] [ 43 ] [ 44 ] [ 45 ] [ 46 ] [ 47 ] [ 48 ] [ 49 ] [ 50 ] |
| The best artist (Україна)                                                  | 2021                        | Орден «За розвиток мистецтва України» | Нагорода                    | [ 51 ] [ 52 ] [ 53 ]                                                         |
| Paradise Film Festival (Угорщина)                                          | 2022                        | «Найкращий фільм» | Нагорода                    | [ 54 ]                                                                       |
| Golden Wheat Awards (Туреччина)                                            | 2022                        | «Найкращий фільм» | Нагорода                    | [ 55 ]                                                                       |
| Rome Prisma Film Awards (Італія)                                           | 2022                        | «Найкращий фільм» «Найкраща музика» «Найкращі костюми» «Найкращий трейлер» | Нагорода                    | [ 56 ] [ 57 ]                                                                |
| Cannes World Film Festival (Франція)                                       | 2022                        | «Найкращий фільм», «Найкращий режисер», «Найкращі композитори», «Найкращий продюсер» | Нагорода                    | [ 58 ]                                                                       |
| ANATOLIAN FILM AWARDS (Туреччина)                                          | 2022                        | «Найкращий фільм» | Нагорода                    | [ 59 ]                                                                       |
| High Tatras Film & Video Award (Словаччина)                                | 2022                        | «Найкращий фільм» | Нагорода                    | [ 60 ]                                                                       |
| Silk Road Film Awards-Cannes (Франція)                                     | 2022                        | «Гран Прі», «Найкращий режисер», «Найкращі композитори», «Найкраща актриса», «Найкращий оператор» | Нагорода                    | [ 61 ]                                                                       |
| Paris Film Awards (Франція)                                                | 2022                        | «Найкращий оператор», «Найкраща музика», «Найкращий монтаж», «Найкращий фільм», «Спеціальна відзнака — Головна жіноча роль», «Спеціальна відзнака — Сценарій», «Спеціальна відзнака — Sound Design»                                                                                           | Нагорода                    | [ 62 ]                                                                       |
| Hollywood Gold Awards (США)                                                | 2022                        | «Срібна нагорода» | Нагорода                    | [ 63 ]                                                                       |
| «Echoes of Katyn» International Film Festival on Totalitarianisms (Польща) | 2022                        | «Найкращий фільм» | Нагорода                    | [ 64 ] [ 65 ]                                                                |
| 6th FIVE CONTINENTS INTERNATIONAL FILM FESTIVAL (Venezuela)                | 2022                        | «Найкраща драма», «Найкращий режисер», «Найкраща музика», «Найкращий продюсер», «Найкращий художник-постановник», «Спеціальна відзнака –Головна жіноча роль» | Нагорода                    | [ 66 ]                                                                       |
| Festival Internacional de Cine Independiente de Madrid (FICIMAD)           | 2022                        | «Найкращий фільм» | Нагорода                    | [ 67 ]                                                                       |
| Ouchy Film Awards (Швейцарія)                                              | 2022                        | «Найкращий фільм» | Номінація                   | [ 68 ]                                                                       |
| Golden FEMI Film Festival (Болгарія)                                       | 2022                        | «Найкращий фільм» | Номінація                   | [ 69 ]                                                                       |
| Asia Film Art International Film Festival (Гонгконг)                       | 2022                        | «Найкращий фільм» | Нагорода                    | [ 70 ] [ 71 ] [ 72 ]                                                         |
| Blacksphere festival (Чехія)                                               | 2022                        | «Найкращий фільм» | Номінація                   |                                                                              |
| Sofia Art Film Awards (Болгарія)                                           | 2022                        | «Найкращий фільм» | Нагорода                    | [ 73 ]                                                                       |
| Adolph Zukor International Film Festival (Угорщина)                        | 2022                        | «Найкращий іноземний фільм», «Найкращий режисер», «Найкраща актриса», «Найкращий продюсер», «Спеціальна нагорода Starscron LTD» | Нагорода                    | [ 74 ] [ 75 ] [ 76 ]                                                         |
| Freedom Festival International (Сполучені Штати)                           | 2022                        | «Найкращий фільм» «Найкращий оператор» | Нагорода                    | [ 77 ]                                                                       |
| Västerås Film Festival (Швеція)                                            | 2022                        | «Найкращий міжнародний художній фільм», «Найкращий режисер міжнародного художнього фільму», «Найкращий сценарій міжнародного художнього фільму», «Найкращий актор» Богдан Бенюк «Найкращий актор» Олександр Пожарський «Найкраща акторка» Наталка Половинка, «Найкращий оператор-постановник» | Нагорода Номінація          | [ 78 ] [ 79 ]                                                                |
| BLASTOFF (Сполучені Штати, Лос-Анжелес)                                    | 2022                        | «Найкращий фільм» | Нагорода                    | [ 80 ] [ 80 ] [ 81 ]                                                         |
| AFIN International Film Festival (Австралія)                               | 2022                        | «Найкраща акторка» | finalist                    | [ 82 ]                                                                       |
| The International Film and Television Festival SIMFEST (Румунія)           | 2022                        | Гран-Прі | Нагорода                    | [ 83 ] [ 84 ]                                                                |
| Apulia Web Fest (Італія)                                                   | 2022                        | «Найкращий фільм» | Номінація                   |                                                                              |
| Kurdistan International Independent Film Festival (Ірак)                   | 2022                        | «Найкращий художній фільм», «Найкращий актор» Богдан Бенюк «Найкраща акторка» Наталка Половинка, «Найкращий режисер» «Найкращий актор» Олександр Пожарський «Найкращий режисер монтажу» «Найкраща музика»                                                                                     | Нагорода Номінація          | [ 85 ] [ 86 ]                                                                |
| Near Nazareth Festival (NNF) (Ізраїль)                                     | 2022                        | | finalist                    | [ 87 ]                                                                       |
| 2022 ARFF Barcelona // International Awards (Іспанія)                      | 2022                        | «Найкращий режисер» | official selection          |                                                                              |
| Commffest Global Community Film Festival (Канада, Торонто)                 | 2022                        | | official selection          |                                                                              |
| Cannes 7th Art Awards 2022 (Франція, Канни)                                | 2022                        | | official selection          | [ 88 ]                                                                       |
| Bayelsa International Film Festival (Нігерія)                              | 2022                        | «Найкращий іноземний фільм», «Найкращий режисер», «Найкращі костюми» «Найкращий актор» Олександр Пожарський «Найкраща акторка» Наталка Половинка, «Найкращий оператор-постановник», «Найкращий сценарій»,                                                                                     | Номінація Номінація         | [ 89 ]                                                                       |
| Cinematic European Film Festival (Румунія)                                 | 2022                        | | official selection          |                                                                              |
| Sydney Women's International Film Festival (Австралія, Сідней)             | 2022                        | | official selection          |                                                                              |
| Kamianets-Podilskyi International Film Festival BRUKIVKA (Україна)         | 2022                        | | official selection          |                                                                              |
| Hollywood Florida Film Festival (Лос-Анджелес, Сполучені Штати)            | 2022                        | | official selection          |                                                                              |
| Ukraina Festiwal Filmowy (Варшава, Польща)                                 | 2022                        | | official selection          |                                                                              |

## Примітка
- Кіноафіша [Архівовано 7 грудня 2020 у Wayback Machine.]
- mother-apostles-film.in.ua Мати Апостолів [Архівовано 13 травня 2021 у Wayback Machine.]